# جيمس سميث بوش
جيمس سميث بوش (بالإنجليزية: James Smith Bush)‏ (و. 1825 – 1889 م) هوكاتب، ومحام، وقس من الولايات المتحدة الأمريكية ولد في روتشستر.

## التعليم
تعلم في جامعة ييل، وجامعة روتشستر.